# Masters France 2009
Les Masters France 2009 sont une compétition de tennis masculin français qui se déroule du 18 au 20 décembre 2009 à Toulouse. Il s'agit de la 2e édition des Masters France. Elle est remportée par Julien Benneteau.

## Organisation et règles
Les Masters France sont organisés du 18 au 20 décembre 2009 au Palais des sports André-Brouat de Toulouse.
Les matchs se jouent en deux sets gagnants. S'il y a un set partout, un super tie-break est disputé pour départager les joueurs, sauf en finale où un 3e set est joué. Les participants sont répartis en deux poules de 4 joueurs, à l'issue des matchs de poule, les premiers de chacune des deux s'affrontent pour la première place, tandis que les deuxièmes participent à la petite finale pour se disputer la 3e place.
La dotation du tournoi pour les prix offerts aux vainqueurs est de 525 000 €.

## Participants
Première colonne, ordre de qualification puis classement mondial du lundi 14 décembre avant le début du tournoi le 16 :
| Rang mondial | Joueur                                                      |
| ------------ | ----------------------------------------------------------- |
| 32           | Jérémy Chardy abandon dans le premier match (no 4 français) |
| 33           | Paul-Henri Mathieu (no 5)                                   |
| 46           | Julien Benneteau (no 6)                                     |
| 58           | Marc Gicquel (no 8)                                         |
| 63           | Arnaud Clément                                              |
| 67           | Michaël Llodra                                              |
| 146          | David Guez                                                  |
| 138          | Laurent Recouderc                                           |
| 152          | Thierry Ascione remplace Chardy                             |

Pour différentes raisons (choix personnel, blessure...), certains des mailleurs joueurs français ne peuvent pas participer à la compétition, ce qui conduit 20 Minutes à qualifier le tournoi de « décapité ».
Parmi les 8 joueurs les mieux classés :
- 10 - Jo-Wilfried Tsonga (no 1 français)
- 13 - Gaël Monfils (no 2)
- 15 - Gilles Simon (no 3)
- 52 - Richard Gasquet (no 7)[1]

Invités à la suite des désistements des premiers : 	
- 65 - Florent Serra
- 68 - Fabrice Santoro
- 108 - Stéphane Robert
- 130 - Josselin Ouanna
- 140 - Sébastien de Chaunac

## Résultats
Julien Benneteau bat Arnaud Clément en finale (7-6 (7/2) ; 6-2) et s'empare du trophée. Dans la petite finale, Michaël Llodra décroche la troisième place contre Marc Gicquel (5-7 ; 6-4 ; 10-8 au super tie-break).